# Аэропорт Алерта
Аэропорт Алерта — (CYLT). Расположен в Алерте, Нунавут, Канада, примерно в 830 км к югу от истинного Северного полюса.

## Описание
Он управляется Канадским министерством национальной обороны и является частью станции Алерт канадских вооруженных сил. Метеостанция была установлена на этом месте в 1950 году, а в 1957 году началось строительство военных объектов, которые все еще используются по состоянию на 2024 год. Это самый северный аэропорт в мире, хотя и не используется общественными регулярными рейсами.
Взлёто-посадочные полосы: Направление — 05/23, Длина — 1676 м, поверхность — гравий.
Радарное и навигационное оборудование — это прицепные устройства, которые можно перемещать по аэропорту.
С момента основания аэродрома на нем произошло две авиакатастрофы со смертельным исходом.
- 31 июля 1950 года — самолет Королевских канадских ВВС Avro Lancaster AG-965, выполнявший рейс по снабжению, потерпел крушение, в результате чего погибли все 9 человек на борту (члены экипажа и пассажиры)[2].
- 30 октября 1991 года — «Boxtop 22», самолет Lockheed C-130 Hercules с авиабазы Трентон, выполнявший миссию по снабжению, потерпел крушение, в результате чего погибли 5 человек на борту[3].